# 서윤복
서윤복(徐潤福, 1923년 1월 9일 - 2017년 6월 27일)은 대한민국의 마라톤 선수이다. 1947년 4월 19일 제51회 보스턴 마라톤 대회에 출전해 24세의 나이로 2시간 25분 39초의 세계 신기록을 세우며 동양인 선수로는 처음으로 우승했다. 이듬해인 1948년 런던에서 열린 1948년 하계 올림픽에 대한민국 국가대표로 참가하였고, 이듬 해에 은퇴 후 육상 지도자로 일했다.

## 생애
1923년 1월 9일 고양군 평면 녹번리(현재의 서울특별시 은평구 녹번동)에서 태어났다. 1939년에 한서보통학교를 졸업했고, 1943년 경성상업실천학교(現숭문고등학교)를 거쳐 고려대학교를 졸업하였다.
고려대학교에 재학 때부터 육상선수로 활약했던 그는 1946년 5월 제1회 조선마라톤선수권대회에서 2시간 39분 30초, 같은 해 9월 제1회 전국육상선수권대회에서 2시간 43분 25초, 같은 해 10월 제27회 전국체육대회에서 2시간 39분 40초로 우승하였다. 이듬해 1947년 4월 19일 제51회 보스턴 마라톤 대회에 출전해 24세의 나이로 2시간 25분 39초의 세계 신기록을 세우며 우승했다. 1948년에는 런던올림픽에 참가하였다.
1949년 고려대학교 제일전문부를 졸업한 뒤에, 1960년까지 숭문중고등학교에서 육상감독으로 후진을 양성하였다. 1961년부터 1977년까지는 서울운동장장을 역임하였다. 이 기간 동안 그가 참여한 각종 대회는 다음과 같다.
- 1957년 제61회 보스턴 마라톤 대회 감독
- 1958년 제3회 아시아 경기 대회에 육상부 감독
- 1964년 도쿄 올림픽 육상부 감독
- 1986년 서울 아시안 게임 남자 육상부 감독
- 1988년 서울 올림픽 남자감독

## 학력
- 현소보통학교
- 1943년 경성상업실천학교(現숭문고등학교) 졸업
- 1949년 고려대학교 제일전문부 졸업
- 1957년 고려대학교 상과 상학사

## 마라톤 경력
- 1947년 미국 보스턴 마라톤 대회 우승
- 1948년 런던 올림픽 참가
- 1954년 숭문중고 육상감독-서무과, 육상연맹 이사
- 1957년 미국 보스턴 마라톤 대회 한국선수단 감독
- 1958년 아시안 게임 한국선수단 육상감독
- 1961년 서울운동장장
- 1964년 1964년 도쿄 올림픽 마라톤 코치
- 1972년 대한 육상 연맹 전무이사
- 1977년 육상마라톤 강화위원회 부위원장
- 1978년 대한체육회 이사
- 1978년 대한 육상 연맹 부회장, 동양실업 판매감사, 한국마라톤후원회 상무이사
- 1980년 마라톤 후원회 상무이사
- 1980년 - 1990년 서울시 체육회 이사
- 1982년 서울 국제 마라톤 조직위 사무총장, 육상연맹 부회장
- 1984년 세계 육상 선수권 대회 한국단장
- 1986년 1986년 아시안 게임 한국남자 감독
- 1987년 아시아 육상 선수권 대회 한국단장
- 1988년 1988년 서울 올림픽 한국남자 감독, 한국육상진흥회 이사
- 1993년 대한육상경기연맹 비상임 고문

## 상훈
- 1947년 헬름스체육상
- 1962년 대한민국 문화포장
- 1963년 대통령표창
- 1971년 국민훈장 동백장, 체육회 공로상
- 1977년 녹조근정훈장
- 1986년 체육훈장거상장
- 1987년 서울시 문화상